# Bramham
Bramham – wieś w Anglii, w West Yorkshire, w dystrykcie (unitary authority) Leeds. Leży 15,6 km od miasta Leeds i 277 km od Londynu. W 2001 miejscowość liczyła 1571 mieszkańców. Bramham jest wspomniana w Domesday Book (1086) jako Brameham/Bra(m)ham.